# Banachiewicz (krater księżycowy)
Banachiewicz – krater na powierzchni Księżyca o średnicy 92 km, położony na 5,2° szerokości północnej i 80,1° długości wschodniej.
Decyzją Międzynarodowej Unii Astronomicznej w 1964 roku został nazwany imieniem polskiego astronoma i matematyka Tadeusza Banachiewicza.